# Historia interna del euskera
La historia interna del euskera o lengua vasca analiza lo diacrónico como sincrónico de los documentos en esa lengua. En este caso estos documentos serían las estelas de Aquitania, las eresiak de la Edad Media, los versos de Bernard Etxepare, la Biblia protestante de Joannes Leizarraga, etc. 
La historia interna del euskera se suele clasificar en los siguientes periodos:

## Reconstrucciones deductivas
Existen dos métodos para retornar a la fase prehistórica de una lengua:
- Reconstrucción interna: deducción basada en la lengua y sus variantes (o dialectos).
- Reconstrucción externa o comparativa: reconstrucción de una lengua tomando como referencia aquellas que están emparentadas o relacionadas con ésta.

En el caso del euskera la reconstrucción interna es el método que ha adquirido mayor importancia debido a que no hay ninguna otra lengua emparentada genéticamente con el euskera. A pesar de ello las lenguas romances permiten alguna tarea comparativa y estos métodos no se excluyen entre ellos en palabras de Koldo Mitxelena, al trabajar en la práctica asociadas.
Para determinar el parentesco de una lengua con otra en estadios no históricos la reconstrucción lingüística es una herramienta imprescindible. Por ejemplo, el investigador alemán Theo Vennemann propuso que los euskaldunes (o vascohablantes) eran "die Ur-europäer", es decir, "paleo-europeos" creyendo que el protoeuskera fue el sustrato lingüístico sobre el que se asentaron las lenguas indoeuropeas, pero fue duramente criticado por Joseba Andoni Lakarra entre otros al haber utilizado topónimos euskericos actuales y sin haber tenido en cuenta que las raíces extraídas de estos no siguen las normas extraídas del protoeuskera y pre-protoeuskera.
La protolengua obtenida tiene sus limitaciones, no se trata de una lengua propiamente dicha, pues en gran parte su desarrollo está limitado por la abundancia de textos y debido a su carácter teórico suele ofrecer un modelo unitario, mientras que en la realidad las lenguas muestran dialectos y hablas por antiguas que sean. En el caso del euskera se ha podido estudiar el sistema fonológico sobre todo, pero el análisis de las marcas gramaticales o la relación entre las palabras comprende mayor dificultad al no haberse encontrado epigrafía con frases enteras.

### Pre-protoeuskera
El pre-protoeuskera es la reconstrucción deductiva realizada entre otros Joseba Andoni Lakarra y Joaquín Gorrochategui desde 1995 e Iván Igartua (desde el 2002) del euskera hablado en tiempos anteriores a la llegada de los celtas.

### Protoeuskera
Reconstrucción realizada por Koldo Mitxelena (y en menor medida de Larry Trask) del euskera hablado desde el siglo V a. C. hasta el año cero aproximadamente.

## Euskera arcaico
También llamado histórico o aquitano: testificado entre los siglos I a III d. C. en inscripciones latinas o sobre monedas en ambos lados de los pirineos.

## Periodo oscuro
Desde el siglo IV d. C. hasta el siglo X, con la consolidación del Reino de Navarra. Entre los siglo V-VI se encontraría el llamado euskera común, del que habrían nacido los dialectos del euskera en épocas posteriores.

## Euskera medieval
Desarrollado entre los siglos XI-XV, se centra principalmente en fuentes documentales monásticas.

## Euskera clásico
Entre los siglos XVI-XVIII se desarrolla la literatura en euskera principalmente y se tienen los primeros testimonios de los dialectos literarios y hablados como tal.

## Euskera moderno
Aunque la literatura en el País Vasco francés no pierda su importancia, esta se traslada a la Vasconia continental entre los siglos XVIII-XX.

## Euskera batua
A partir del 1968, la Real Academia de la Lengua Vasca, tomando como base las directrices de Koldo Mitxelena y el padre Luis Villasante (entre otros), empieza a adoptar una serie de normas en busca de un euskera literario unificado, también llamado euskera batua.